# Ellesse Andrews
Ellesse Andrews (n. 31 decembrie 1999, Christchurch Women’s Hospital⁠(d), Noua Zeelandă) este o ciclistă neozeelandeză, medaliată olimpică. A participat la o ediție a Jocurilor Olimpice (2020) în care a câștigat o medalie de argint.